# Ganzhou (Zhangye)
Ganzhou léase Kan-Zhóu (en chino:甘州区 , pinyin: Gān zhōu qū)  es un distrito urbano bajo la administración directa de la ciudad-prefectura de Zhangye en la provincia de Gansu, República Popular China. 
El distrito es sede del gobierno local y es el centro de educación, economía, cultura y científica de la ciudad de Zhangye. Su área total es de 4254 kilómetros cuadrados, de los cuales el área construida es de 56 kilómetros cuadrados.
A partir de 2013, la población total del distrito de Ganzhou fue de 516 300 habitantes, de los cuales las pequeñas ciudades tenían una población de 158 200 y la población rural era de 315 500, lo que representa el 61,1% de la población total.
En el año 554 el emperador de la dinastía Wei occidental cambió el nombre de Xiliangzhou (西凉州) a Ganzhou y comenzó a ser conocida así desde aquel entonces. 

## Administración
A partir de diciembre de 2012 el distrito de Ganzhou se divide en 23 pueblos que se administran en 5 subdistritos, 14 poblados, 4 villas y 1 villa étnica .

## Geografía
El distrito de Ganzhou está está ubicado en el centro del Corredor del Hexi en la provincia de Gansu. Las características topográficas del distrito se podrían calificar en dos, la primera es la llanura central aluvial donde fluye el Río Ejin ubicada a unos 1480 m s. n. m. y la segunda la zona del desierto de Gobi ubicado a norte y sur. El distrito tiene aproximadamente 56 kilómetros de ancho de este a oeste y unos 98 kilómetros de largo de norte a sur.

## Clima
El distrito de Ganzhou tiene un clima continental templado típico. Se caracteriza por un clima seco, largas horas de sol, una gran diferencia de temperatura entre el día y la noche, viento con arena durante todo el año.
La temperatura media anual en el distrito de Ganzhou es de 7.8 °C, la temperatura más alta es de 38.6 °C, la temperatura más baja es de -28.7 °C y la precipitación es superior al 70% en junio-octubre. El período anual libre de heladas es de 138-179 días. 
En esta zona se encuentran numerosos ríos, abundante luz solar y un suelo fértil, lo cual es importante para la agricultura de la región.
| Parámetros climáticos promedio de Ganzhou (1971−2000) | Parámetros climáticos promedio de Ganzhou (1971−2000) | Parámetros climáticos promedio de Ganzhou (1971−2000) | Parámetros climáticos promedio de Ganzhou (1971−2000) | Parámetros climáticos promedio de Ganzhou (1971−2000) | Parámetros climáticos promedio de Ganzhou (1971−2000) | Parámetros climáticos promedio de Ganzhou (1971−2000) | Parámetros climáticos promedio de Ganzhou (1971−2000) | Parámetros climáticos promedio de Ganzhou (1971−2000) | Parámetros climáticos promedio de Ganzhou (1971−2000) | Parámetros climáticos promedio de Ganzhou (1971−2000) | Parámetros climáticos promedio de Ganzhou (1971−2000) | Parámetros climáticos promedio de Ganzhou (1971−2000) | Parámetros climáticos promedio de Ganzhou (1971−2000) |
| Mes                                                   | Ene.                                                  | Feb.                                                  | Mar.                                                  | Abr.                                                  | May.                                                  | Jun.                                                  | Jul.                                                  | Ago.                                                  | Sep.                                                  | Oct.                                                  | Nov.                                                  | Dic.                                                  | Anual                                                 |
| ----------------------------------------------------- | ----------------------------------------------------- | ----------------------------------------------------- | ----------------------------------------------------- | ----------------------------------------------------- | ----------------------------------------------------- | ----------------------------------------------------- | ----------------------------------------------------- | ----------------------------------------------------- | ----------------------------------------------------- | ----------------------------------------------------- | ----------------------------------------------------- | ----------------------------------------------------- | ----------------------------------------------------- |
| Temp. máx. media (°C)                                 | 0.1                                                   | 3.6                                                   | 10.0                                                  | 17.9                                                  | 23.5                                                  | 27.2                                                  | 29.3                                                  | 28.2                                                  | 23.2                                                  | 16.3                                                  | 8.0                                                   | 1.7                                                   | 15.8                                                  |
| Temp. mín. media (°C)                                 | −16.2                                                 | −12.2                                                 | −4.8                                                  | 2.2                                                   | 7.8                                                   | 11.6                                                  | 14.2                                                  | 13.3                                                  | 7.8                                                   | 0.1                                                   | −6.9                                                  | −13.7                                                 | 0.3                                                   |
| Precipitación total (mm)                              | 1.4                                                   | 1.2                                                   | 3.8                                                   | 4.8                                                   | 11.7                                                  | 24.1                                                  | 29.6                                                  | 29.2                                                  | 16.6                                                  | 4.6                                                   | 2.0                                                   | 1.4                                                   | 130.4                                                 |
| Días de precipitaciones (≥ 0.1 mm)                    | 2.4                                                   | 1.8                                                   | 2.8                                                   | 3.0                                                   | 4.4                                                   | 7.4                                                   | 9.4                                                   | 8.3                                                   | 5.4                                                   | 2.5                                                   | 1.8                                                   | 2.4                                                   | 51.6                                                  |
| Fuente: Weather China                                 |                                                       |                                                       |                                                       |                                                       |                                                       |                                                       |                                                       |                                                       |                                                       |                                                       |                                                       |                                                       |                                                       |